# Prorophora afghanella
Prorophora afghanella är en fjärilsart som beskrevs av Ulrich Roesler 1973. Prorophora afghanella ingår i släktet Prorophora och familjen mott. Inga underarter finns listade i Catalogue of Life.